# Mercedes-Benz Stromlinienwagen
Chronologie des modèles (1937)
La Mercedes-Benz Stromlinienwagen est une voiture de Formule Libre conçue par Mercedes-Benz pour l'Avusrennen 1937.

## Histoire

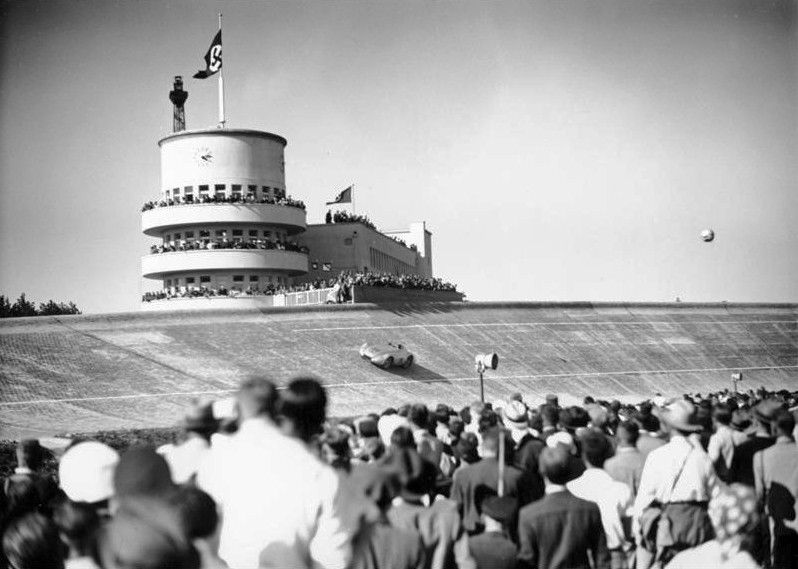
Manfred von Brauchitsch sur Mercedes-Benz Stromlinienwagen sur la boucle nord de l'Avus en 1937

L'Avusrennen est une épreuve disputée sur le circuit/autoroute de l'Avus, composé de deux très longues lignes droites et de deux virages. Cette course se dispute alors sous la règlementation de la Formule Libre, à savoir, aucune limite de poids ni de puissance pour le moteur.
En vue d'obtenir les meilleurs résultats possibles et de tirer parti des très longues lignes droites, Mercedes recarosse trois de ses voitures selon le style « Streamline ». Trois châssis sont sélectionnés pour faire l'objet de cette modification. Le premier, engagé en course sous le numéro 35 et confié à Rudolf Caracciola est celui d'une W125 doté de son moteur M125 d'origine. Le second, engagé en course sous le numéro 36 et confié à Manfred von Brauchitsch est celui d'une W25K dans lequel un moteur DAB de 736 ch a été installé. Le dernier, engagé en course sous le numéro 37 et confié à Hermann Lang est celui d'une W25 dotée d'un moteur M125. Deux autres voitures complètent l'armada Mercedes : la numéro 38 est une W125 en configuration d'origine engagées aux mains de Richard Seaman et la numéro 39, une W25 dotée d'un moteur DAB, confié à Goffredo Zehender.
Finalement, c'est Hermann Lang qui s'impose en course avec une W25-M125.

## Film et jeu vidéo
- Cette voiture de course est jouable dans le jeu vidéo World Racing.